# Amphiophiura improba
Amphiophiura improba is een slangster uit de familie Ophiuridae.
De wetenschappelijke naam van de soort werd in 1904 gepubliceerd door René Koehler.